# Hmelnickij
Hmelnickij (ukránul: Хмельницький) területi jelentőségű város Ukrajna nyugati részén, Podólia történelmi régióban. 1954-ig Proszkuriv (ukrán írással: Проскурів, lengyel nevén: Płoskirów, oroszosan: Proszkurov) volt a város neve. 1954-ben Bohdan Hmelnickij kozák hetman után kapta a város a Hmelnickij nevet. A Hmelnickiji terület és a Hmelnickiji járás székhelye. Lakossága 2018. szeptember 1-jei állapot szerint 269 555 fő volt. Vinnicja után Podólia második legnépesebb települése. A Déli-Bug partján fekszik. Jelentős ipari város.

## Története
A település létrejöttének ideje nem ismert. A terület azonban ősidőktől lakott. A mai város környékéről i.e. 2000-ből származó bronzkori, valamint az i. e. 3–7. századi szkíta leletek is előkerültek. A város első írásos említése egy II. Ulászló által kiadott 1431-es okiratban szerepel, amikor Płoskirow néven volt ismert a Lengyel Királyságban. II. Zsigmond 1547-ben Płoskirowot más környező településekkel együtt Maciej Włodek kamienieci sztarosztának adományozta. Włodek megerősítette a település védelmét, melyet abban az időben elsősorban a tatár betörések veszélyeztettek. Ő építtette fel a płoskirowi várat a Déli-Bug és a Ploszka folyók összefolyásánál lévő szigetre. Ez kezdetben egy fából készült erődítés volt, majd később kőépítménnyel váltották fel. A kővár építője Bernardo Morando itáliai építész volt. 1566-ban a település városi jogokat kapott.
Az 1648–1654 közötti kozák–lengyel háború alatt a település gyakran harci cselekmények színtere volt és többször cserélt gazdát a város a kozák és a lengyel hadsereg között.
1672-ben Podóliát az Oszmán Birodalom foglalta el, így Płoskirow is török fennhatóság alá került. 1699-ben a törökök elhagyták Podóliát, Płoskirow ismét lengyel fennhatóság alá került. A város a Zamoiskiak birtoka lett, akik Mazóviából lengyeleket telepítettek a területre. Ebben az időszakban a zsidó népesség is megjelent a városban. Egy 1789-es összeírás szerint a városban már 184 zsidók által lakott ház volt.
Lengyelország 1793-as második felosztásakor a város az Orosz Birodalom fennhatósága alá került. A város közigazgatásilag az 1795. július 5-én létrehozott Podóliai kormányzósághoz tartozott, és egyúttal a Proszkurovi járás székhelye is volt. Ekkor kapta a Proszkurov nevet, melynek ukrános változata a Proszkuriv. Egy 1806-os orosz összeírás szerint a városban 487 ház volt, melyek közül csak egy volt kőből építve. A település lakossága ekkor 2022 fő volt.
Az 1897-es orosz népszámlálás szerint a város lakossága akkor 22 855 fő volt. Ezzel Proszkurov abban az időben Podólia ötödik legnépesebb települése volt.

## Népessége
| Lakosok száma | 269 555 | 274 176 | 274 452 |
|               | 2018    | 2020    | 2022    |

A város becsült népessége 2018. szeptember 1-jei állapot szerint 269 555 fő volt. Ezzel a város adja a Hmelnickiji terület lakosságának kb. 20%-át. Az utolsó, 2001-es népszámlálás idején 253 993 fő lakott a városban. A népszámlálási adatok szerint a lakosság 88,3%-a ukrán, 7,9%-a orosz, 2 %-a lengyel, 0,3%-a zsidó nemzetiségű volt. 2001-ben a lakosság 88,4%-ának volt az ukrán az anyanyelve, míg 10,4% orosz, 0,4% lengyel anyanyelvű volt.